# Гануляк, Григорий Григорьевич
Григорий Григорьевич Гануляк (1 марта 1883 — 29 августа 1945) — украинский писатель, журналист, издатель из Лемковщины. Псевдонимы — Гр. Марусин, Гр. Цукорник, Гр. Солодкович, Гринько Зозуля, Григорий Мамалыга.

## Биография
В 1903 году Гануляк окончил обучение в Санокской гимназии им. Королевы Софии.
Первым литературным произведением Гануляка была новелла «Я ся не бою» (1903), написанная лемковским диалектом. Иван Франко одобрительно оценил это произведение: по его инициативе новеллу перепечатали в «Литературно-научном вестнике» (1907, книга 2).
В 1908 году Гануляк переехал во Львов. С помощью Франко отдался журналистике и литературе. Издавал произведения украинских писателей, репродукции картин украинских художников. Свои произведения печатал в журналах «Наука», «Живая мысль», «Галичанин». Был членом Общества русских литераторов и журналистов во Львове, членом Объединения славянских журналистов в Праге.
После Первой мировой войны работал редактором издательства «Русалка» во Львове. Под его редакцией выходила «Библиотека школьника» (ежемесячный выпуск). Был также редактором-издателем журнала «Театральное искусство».
Написал свыше 50 новелл, рассказов, пьес. В 1937 году Гануляк стал действительным членом Общества писателей и журналистов им. Ивана Франко во Львове.
В 1941 году в Киеве вышел сборник его рассказов «За горами — за реками».
Большинство рассказов Гануляка посвящены жизни лемков в условиях буржуазной Польши. Рассказы «Буря» и «В старом краю» изображали жизнь лемков-эмигрантов за океаном. Центральным в творчестве Григория Гануляка является реалистичное изображение жизни земляков-лемков.